# 拉斯塔法里运动

埃塞俄比亚王室旗帜为拉斯塔法里运动的象征，该旗帜在海尔·塞拉西一世统治期间使用。其结合了猶大之獅（埃塞俄比亚君主制的象征）与红色、金色和绿色。

拉斯塔法里运动（Rastafari movement），又被称为拉斯塔法里教（Rastafarianism），是1930年代起自牙买加兴起的一个亞伯拉罕諸教宗教运动与社会运动。这项运动没有中心领袖，信徒之间有非常多元的解读。
该运动信奉一神论，唯一的上帝称为“Jah”（耶和华简称），而这一神存在于每个个体中。很多信徒认为埃塞俄比亚皇帝海尔·塞拉西一世（1930-1974）是上帝在现代的转世，是圣经中预言的弥赛亚重临人间。另一些人则将他尊为人类先知。拉斯塔法里（Ras Tafari）一名即是对海尔·塞拉西的指称，其中Ras是阿姆哈拉语中“首领”之意，Tafari是海尔·塞拉西即位前使用的名字。该宗教属于非洲中心主义，关注受到西方社会或“巴比伦”压迫的非裔群体。
拉斯塔法信徒将其修行称为生命力修行，旨在将上帝赋予的生命力保存并传递到所有人乃至所有生命体中。在拉斯塔法教教义中，生命力可以通过对他人爱的表现、祈祷和（吸食大麻后的）冥想、Ital饮食（纯天然饮食）来增强。生命力修行强调天然的生活方式，诸如只摄取纯天然食品、自然蓄发等。信徒聚会称为“groundation”（或grounation，意奠基），其间奏乐、唱歌、讨论、抽大麻，拉斯塔法认为吸食大麻是有益的神圣的行为。
雷鬼乐深受拉斯塔法里运动影响，同时，随着雷鬼音乐风靡全球，拉斯塔法里运动也得到了广泛传播。现在，据估计全球拉斯塔法里信徒已经超过100万人。在其发源地牙买加，有5%-10%的国民自认为拉斯塔法里信徒。